# Euperilampus scutellatus
Euperilampus scutellatus är en stekelart som först beskrevs av Girault 1915.  Euperilampus scutellatus ingår i släktet Euperilampus och familjen gropglanssteklar. Inga underarter finns listade i Catalogue of Life.